# Meigenia campestris
Meigenia campestris là một loài ruồi trong họ Tachinidae.